# 赫德布洛姆冰川
赫德布洛姆冰川（英語：Hedblom Glacier），是南極洲的冰川，位於維多利亞地的斯科特海岸，流經克里克山和蒂托峰，以美國海軍上校命名，現時由南極條約體系管理。